# Bitva u Pydny
Bitva u Pydny vybojovaná 22. června roku 168 př. n. l. mezi Římany a Makedonci ukončila vládu dynastie Antigonovců v Makedonii a vedla tak k faktickému zániku nezávislosti této země. Často je uváděna jako klasický příklad převahy římské legie nad makedonskou falangou. Makedonská vojenská doktrína, jež slavila tak ohromné úspěchy v době Filipa II. a Alexandra Velikého, se jevila po této bitvě jako překonaná a zastaralá.

## Před bitvou

Pohyb armád před bitvou

Třetí makedonská válka vypukla v roce 171 př. n. l. poté, co politiku makedonského krále Persea vyhodnotil římský senát jako podnět k vyhlášení války. Římané nejprve dosáhli několika drobných vítězství. Když však Perseus zkonsolidoval svoje vojsko, situace se dramaticky změnila a Makedonci v roce 169 př. n. l. znovu získali většinu území ztraceného v předchozích bojích, včetně důležitého náboženského místa jménem Dión. Perseus se následně opevnil na téměř nedobytném postavení při řece Elpeus v severovýchodním Řecku.
V následujícím roce přešlo velení nad římským vojskem na konzula Lucia Aemilia Paulla, jednoho z nejzkušenějších římských velitelů. Aby vylákal Persea z jeho silně opevněného postavení a přinutil jej k bitvě, vyslal menší vojsko (8200 pěšáků a 120 jezdců) pod velením Publia Cornelia Scipiona Nasicy k pobřeží, čímž chtěl Persea přesvědčit o tom, že plánuje krycí manévr podél řeky. Místo toho však Scipio se svými vojáky pochodoval po celou noc přes hory západně od postavení obou vojsk, dosáhl vesnice jménem Pithium a následně zabočil na sever, čímž se dostal Makedoncům do zad.

Rozmístění armád před bitvou

Jeden římský dezertér však Persea informoval o římském záměru a ten ihned vyslal 12 000 mužů, aby si zajistil přístupové cesty. Následný neúspěšný střet s Římany však tento makedonský detašovaný oddíl přiměl k tomu, aby se v nepořádku stáhl zpět k hlavní části vojska. Perseus se na to vydal se svými vojáky na sever, kde zaujal postavení poblíž Katerini, vesnice nedaleko města Pydna. Zdejší velká rovina se králi zdála být nanejvýš příhodným místem pro operace jeho falangy.
Zatímco Perseus rozmisťoval své vojáky, aby odrazil očekávaný Scipionův útok, Paullus povolal Scipiona zpět k hlavnímu římskému uskupení. Římské vojsko se nyní nacházelo příliš na západ a při svém dalším postupu narazilo na Perseovy muže připravené k bitvě. Římští vojáci však byli příliš znavení vyčerpávajícím pochodem a tak místo aby svedl bitvu, nechal Paullus zřídit tábor na svazích hory Olocrus.

## Bitva

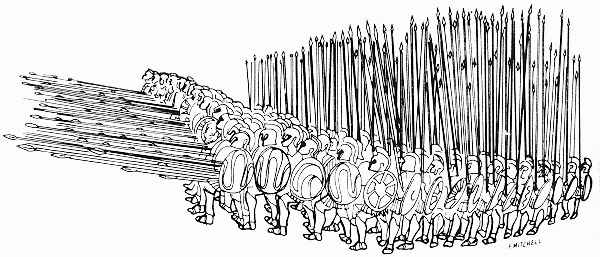
Makedonská falanga

Dalšího dne, 22. června 168 př. n. l., vyčkávaly obě strany s útokem až do odpoledne, přičemž rozhodující podnět k zahájení bitvy není zcela jasný. Podle jedné verze Paullus čekal, až slunce přestane oslepovat jeho vojáky, a poté vypustil divokého koně, čímž měl dát signál k útoku. Pravděpodobnější však je, že některé římské oddíly obstarávající zásoby se dostaly příliš blízko k Makedoncům a byly napadeny Perseovými thráckými žoldnéři.
Početně byla obě vojska přibližně stejně silná. Římané disponovali 38 000 muži, z čehož bylo 33 400 pěšáků, včetně dvou legií. Makedonci měli 44 000 vojáků, z nichž 21 000 připadalo na těžkou pěchotu. Jízda byla zhruba stejně silná, asi 4000 na každé straně. Obě vojska byla rozestavena obvyklým způsobem. Římské legie byly umístěny ve středu linie, se spojeneckou latinskou, italskou a řeckou pěchotou po křídlech. Jezdectvo bylo rozděleno po obou křídlech, přičemž pravá strana byla navíc posílena 22 slony.
Střed makedonské sestavy tvořila falanga (pezhetairoi). Nalevo od falangy stálo 3000 elitních makedonských vojáků (hypaspistas). Thrácká pěchota, lehkooděnci a žoldnéři chránili křídla falangy, zatímco makedonská jízda byla rozmístěna poměrně nerovnoměrně po obou stranách makedonské linie. Nejsilnější kontingent byl na makedonské pravé straně, kde Perseus osobně velel těžké jízdě.
Boj byl zahájen kolem tří hodin odpoledne, přičemž se Makedonci rychle přiblížili k římskému táboru. Paullus později přiznal, že pohled na postupující falangu jej prý naplnil hrůzou a děsem. Římané se bez velkého úspěchu pokusili srazit makedonská kopí nebo jim alespoň usekat hroty. Nápor falangy Římany zatlačoval zpět a někteří jejich spojenci již dokonce opouštěli bojiště.
Ovšem jakmile se falanga probila kupředu, postoupila její křídla do nerovného terénu, čímž byla narušena soudržnost její linie. Paullus nyní přikázal legionářům proniknout do vzniklých mezer ve falanze a napadnout tak nechráněná místa makedonského vojska. V boji zblízka se rychle projevila převaha Římanů vyzbrojených delšími meči a těžšími štíty nad Makedonci, jejichž meče připomínaly svou délkou spíše dýky. Římany navíc brzy podpořili jejich spojenci na pravém křídle, když obrátili na útěk Makedonce stojící proti nim.
Když král viděl, jak se boj vyvíjí, seznal, že je vše ztraceno a společně s jezdci na pravém křídle uprchl. Podle Plútarcha však měla Perseova jízda bojovat dále. Jak král tak i jeho garda si poté od zbývajících pěšáků vysloužili obvinění ze zbabělosti. Pravdou ovšem je, že mnoho jezdců z Perseovy družiny nalezlo předtím v boji smrt. Z celkem 40 000 Makedonců jich v bitvě zahynulo nebo bylo zajato asi 25 000, přičemž samotná bitva trvala prý méně než jednu hodinu.
Později byl Perseus Římany vzat do zajetí a veden Římem během Paullova triumfu. Následně byl uvězněn a po několika letech zemřel. Makedonské království zaniklo a na jeho místě vznikly čtyři republiky, ovšem již po dvaceti letech byla Makedonie po potlačení Andriskova povstání přeměněna v římskou provincii.

## Příčiny makedonské porážky a politické důsledky

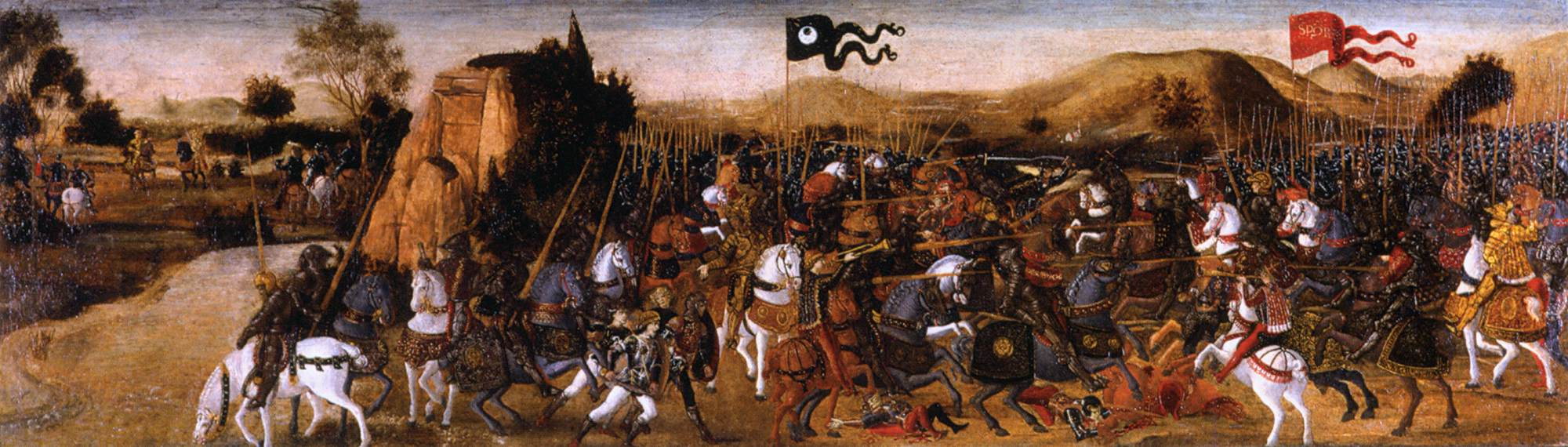
Verrocchio: Bitva u Pydny, olej na dřevě, Florencie 1475, Musée Jacquemart-André v Paříži

Přestože je tato bitva často označována jako vítězství flexibility římské legie nad nepružností falangy, spadá porážka u Pydny jednoznačně na vrub královu velení. Postupu legionářů do mezer ve falanze se dalo zamezit, pokud by bylo k ucpání těchto mezer využito lehkooděnců. Falanga dělala přesně to, k čemu byla určena – tedy vázala na sebe pozornost nepřátelského středu. Jezdectvo a ostatní lehkooděnci měli zatím podniknout útok na křídla římské linie. Kdyby se tak stalo, bylo by vítězství nad již kolísajícími Římany možné. Avšak k tomuto útoku nedal Perseus vůbec rozkaz. Bitva u Pydny tak slouží jako ukázkový příklad porážky způsobené neschopností velitele.
Nicméně pravdou rovněž je, že makedonský vojenský systém se nejpozději od konce druhé makedonské války zdál být příliš těžkopádný a nevýkonný. Falanga představovala nedostižný válečný stroj na rovném terénu, avšak jakmile se bitva pohnula na nerovný povrch, celistvost falangy se narušila. Pohyblivější a operativnější manipuly následně jasně prokázaly svoji převahu v boji muže proti muži.
Třetí makedonská válka sice nebyla posledním konfliktem mezi Římem a Makedonií, přesto byla moc makedonských králů definitivně zlomena. Politické důsledky bitvy u Pydny byly několikeré: Po vítězství přijal senát usnesení o deportaci všech vysokých královských hodnostářů a o doživotním domácím vězení pro Persea. Království bylo rozděleno do čtyř republik, které byly silně omezeny v hospodářských a diplomatických stycích mezi sebou navzájem a vůči ostatním řeckým státům. Údajně protiřímsky smýšlející Makedonci byli nelítostně vyhnáni ze země. V roce 167 př. n. l. obdržel Paullus rozkaz k útoku na Épeiros, což vyústilo v zotročení asi 150 000 Épeiranů, a to navzdory skutečnosti, že se Épeiros nijak nepodílel na Perseově boji proti Římanům. Makedonie definitivně pozbyla svoji nezávislost, ačkoliv k formální anexi země Římany došlo až v roce 148 př. n. l.